# Aldehyd glutarowy
Aldehyd glutarowy – organiczny związek chemiczny z grupy aldehydów. Wykorzystywany do sterylizacji i jako substancja konserwująca. Trujący. Aktywny w stosunku do form wegetatywnych bakterii, wirusów, przetrwalników i grzybów. Nie powoduje korozji metali i nie uszkadza wyrobów gumowych.
Do wyjaławiania stosowany jest przeważnie roztwór 2% o pH 7,5–8,5 (o największej aktywności w stosunku do przetrwalników), do którego dodaje się 0,3% wodorowęglanu sodu. Materiał zanurza się w nim na trzy godziny.
Aldehyd glutarowy może powodować podrażnienie skóry, oczu i błon śluzowych. Stosowany do sterylizacji wysokiego stopnia narzędzi chirurgicznych i endoskopów, o szerokim spektrum działania włącznie z prątkami gruźlicy. Skuteczny już po 20 min w temperaturze 20 °C. Nie powoduje korozji i uszkodzeń narzędzi.